# إدارة امامباي
إدارة امامباي هي إدارة في باراغواي، ، عاصمتها بيدرو خوان كاباليرو.

## جغرافيا
تقع الإدارة في شمال وسط باراغواي وتتاخم الجدود مع البرازيل ، تبلغ مساحتها 12٬933٫0 كيلومتر مربع.

### الموقع
تشترك في الحدود مع:
- إدارة كانينديو
- إدارة كونسيبسيون
- إدارة سان بيدرو
- ماتو غروسو دو سول.

## ديموغرافيا
بلغ عدد سكانها 125٬611  نسمة، (في 2012)